# الياسي (سلماس)
الياسي هي قرية في مقاطعة سلماس، إيران. يقدر عدد سكانها بـ 73 نسمة بحسب إحصاء 2016.